# Heterischnus ridibundus
Heterischnus ridibundus är en stekelart som först beskrevs av Costa 1885.  Heterischnus ridibundus ingår i släktet Heterischnus och familjen brokparasitsteklar. Utöver nominatformen finns också underarten H. r. fumatus.